# Street & Smith

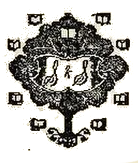
Logo de Street & Smith.

Street & Smith (ou Street & Smith Publications, Inc.) est une ancienne maison d'édition américaine spécialisée dans la presse populaire fondée en 1855 par Francis Scott Street et Francis Shubael Smith.

## Histoire
En 1855 Francis Scott Street et Francis Shubael Smith rachètent le magazine The New York Weekly Dispatch. Avec cet achat ils fondent la société d'édition qui porte leur nom et progressivement ils publient de nombreuses revues populaires. Dans le catalogue de la maison se retrouvent ainsi des Dime novels, des pulps et des comics.
En 1930, elle lança Astounding Stories of Super-Science, le magazine qui donna ses lettres de noblesse à la science-fiction. De 1940 à 1949, elle a publié des comic books.
Elle est rachetée en 1959 par Condé Nast.

## Politique éditoriale
Les magazines avaient des directeurs de la publication qui dirigeaient des équipes d'auteurs et leurs prescrivaient l'idée de base et le caractère des personnages. De même, les illustrateurs devaient se plier aux demandes de ces rédacteurs. Si l'auteur ou l'artiste apportait quelque chose qui ne satisfaisait pas le rédacteur, le travail original était repris et ajusté aux souhaits de l'équipe dirigeante. Ceci explique que de nombreux écrivains ont pris un nom de plume pour signer ces œuvres qui ne correspondaient pas leur travail.

## Personnalités liées à la maison d'édition

### Auteurs
Bien qu'ils aient travaillé sous un pseudonyme on trouve dans les magazines de Street & Smith des textes de Horatio Alger, Theodore Dreiser, Upton Sinclair, et Jack London.

### Artistes
- Dean Cornwell
- Harvey Dunn
- Joseph Christian Leyendecker
- Tom Lovell
- N. C. Wyeth

### Éditeurs
Daisy Bacon est éditrice pour le magazine de Street & Smith Love Story Magazine entre 1928 et 1947.